# Ataxia nivisparsa
Ataxia nivisparsa är en skalbaggsart som först beskrevs av Bates 1885. Ataxia nivisparsa ingår i släktet Ataxia och familjen långhorningar.
Artens utbredningsområde är:
- Costa Rica.
- Honduras.
- Panama.

Inga underarter finns listade.